# Dicranoloma trichopodum
Dicranoloma trichopodum är en bladmossart som beskrevs av Brotherus 1924. Dicranoloma trichopodum ingår i släktet Dicranoloma och familjen Dicranaceae. Inga underarter finns listade i Catalogue of Life.